# Stormen på Genesarets sjö

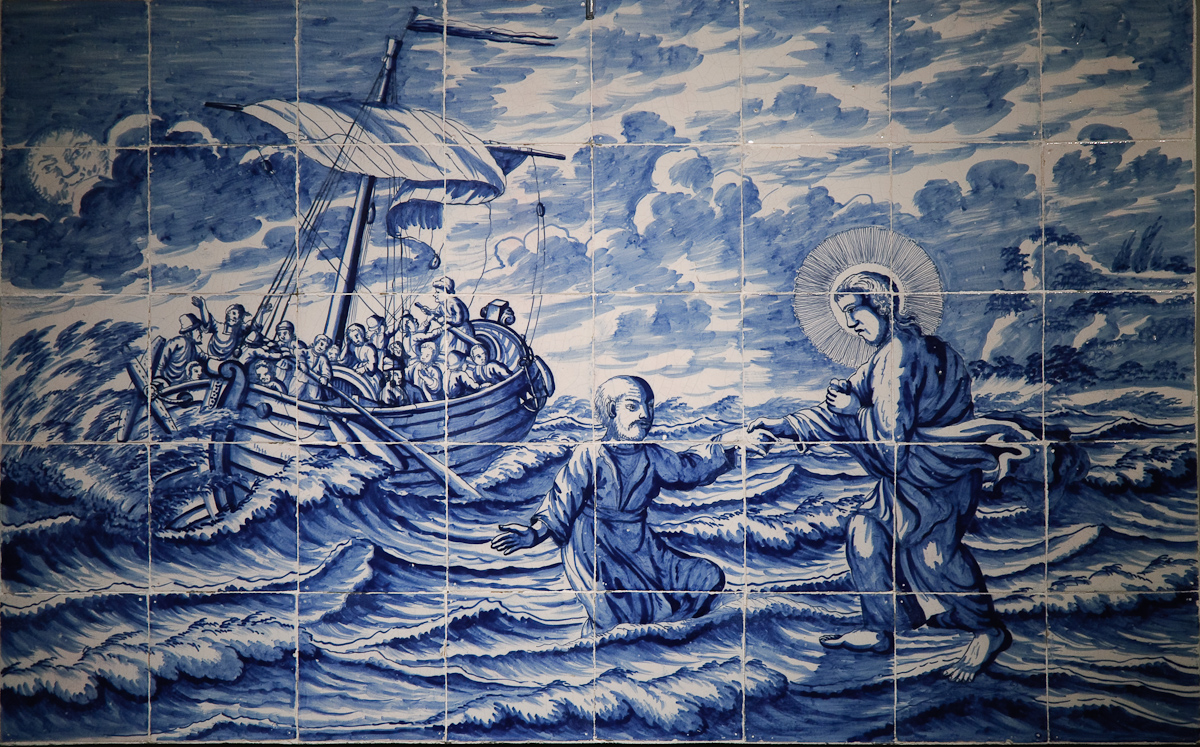
Nederländsk keramikvägg från omkring 1758 av Dirk Danser (1705–1762), baserad på ett tryck från 1712 av Jan Luyken

Stormen på Genesarets sjö är en oljemålning från 1633 av den nederländske konstnären Rembrandt van Rijn. Målningen fanns tidigare på Isabella Stewart Gardner Museum i Boston i USA, men stals 1990 och har inte återfunnits. Målningen visar Jesus och lärjungarna under en storm på Genesarets sjö efter hur detta beskrivits i det fjärde kapitlet i Markusevangeliet.  Det är Rembrandts enda marinmålning.

## Stölden
Huvudartikel: Konststölden på Isabella Stewart Gardner Museum
Efter midnatt den 18 mars 1990 tog två tjuvar utklädda till poliskonstaplar in sig på Isabella Stewart Gardner Museum, där de tog 13 konstverk, bland andra Johannes Vermeers Konserten och Rembrandts Stormen på Genesarets sjö. Detta bedöms vara den största konststöld som skett i USA. Den är fortfarande ouppklarad.